# Oslavanské povstání
Oslavanské povstání proběhlo v Oslavanech v prosinci 1920, organizovalo jej radikální levé křídlo sociální demokracie, tedy komunisté.

## Povstání a prosinec 1920
Poté, kdy se v Rusku dostali k moci bolševici, aktivizovali se i levicoví radikálové ve střední Evropě. Maďarská radikální levicová skupina iniciovala vznik Slovenské republiky rad a tyto události byly stále ještě živé i v prosinci 1920. V Československu se radikalizovala nálada uvnitř levicových stran, především v sociálně demokratické straně, kde došlo k rozkolu a k obsazení Lidového domu v Praze. Obsazení levým křídlem vedlo k reakci, při které se rozštěpila Československá sociálně demokratická strana dělnická. Pravé křídlo této strany oslovilo státní orgány a žádalo o zásah, který se uskutečnil dne 9. prosince 1920. Stoupenci levého křídla vyhlásili na 10. prosince generální stávku, která byla ukončena následující den.
Požadavky stávky
- Požadavek Lidovému domu /body 1-3/
- Ekonomické požadavky /zvýšení mezd, kontrola nad zásobováním, vydání nevyužitých bytů dělnictvu – body 6-7/
- Politické /odstoupení vlády, úplná tisková svoboda, spolčovací a shromažďovací – body 4-5/.

## Oslavany
Centrem levicového hnutí na Moravě nebylo Ostravsko (to podporovalo pravé křídlo sociální demokracie), ale Oslavansko. Jedno z center uhelné Rosicko-oslavanské pánve, kde se uhlí těžilo od počátku 19. století pro brněnské továrny a od roku 1913 se uhlí těžilo i pro místní elektrárnu. Oslavanská elektrárna zásobovala město Brno i jeho továrny. Dne 10. prosince řada brněnských továren nemohla vyrábět kvůli stávce v Oslavanech, stávka na elektrárně byla poté následující den zrušena. Dne 12. prosince bylo ale rozhodnuto o obnovení stávky, tedy od 13. prosince 1920. Stávka byla vyhlášena jako vyjádření nesouhlasu s výsledkem sporu o Lidový dům v Praze a organizovalo ji radikalizované levé křídlo v sociální demokracii. Jednalo se o protest proti výroku Nejvyššího soudu, který v nároku na Lidový dům upřednostnil pravicovou frakci ve straně.

## První zásah
Bylo rozhodnuto o vyslání vojenské asistence a prvním zásahem v Oslavanech byl pověřen jeden prapor 10. pěšího pluku pod vedením majora Jana Zázvorky. V pondělí 13. prosince 1920 byla Zázvorkovými oddíly a 20 četníky obsazena pošta, elektrárna a železniční stanice. Armáda situaci nepodceňovala, ale v Oslavanech se konal tábor lidu, při kterém došlo k pobouření jeho účastníků zásahem vojska.
V 11:00 hodin se v Oslavanech radikalizuje pětitisícový dav na náměstí před starou školou, který se vzápětí vydal k železniční stanici a část davu se obrátila k obsazené elektrárně. Podle vojenské správy došlo k odzbrojení nejdříve oddílu vojáků na poště (zde velel četník Winklera, pravděpodobně zastupoval civilní orgány). Poté se vzdala pučistům posádka na stanici železnice, zde velel jeden důstojník a 22 vojáků. Dále došlo na stanici k odzbrojení příchozí posily, ta dorazila pod vedením poručíka Zezuly, ale byla pučisty napadena a zbavena zbraní již ve stádiu, kdy vystupovala na nádraží z vlaku.
Poté asi 150 ozbrojených dělníků zaútočilo na elektrárnu, kterou rychle obsadili a odzbrojili všechny vojáky a četníky. Kořist vzbouřenců byla výrazná a mohla způsobit trvalejší problémy (4 kulomety, 305 pušek a 25 000 nábojů). Obsazení elektrárny proběhlo bez výstřelu a bylo pravděpodobné, že se několik vojáků přidalo na stranu vzbouřenců. Na jaře roku 1920 se vyskytly dva další případy odepření poslušnosti, v Nymburku, kde se vojáci přidali na stranu demonstrace a druhý se odehrál v Opavě (povstání v kasárnách). Vzbouřenci obsadili i cukrovar, velkostatek, obecní úřad a další důležité body v Oslavanech, ale i v Ivančicích a v dalších okolních obcích.

## Druhý zásah v Oslavanech (Sponnerův) a potlačení povstání
V Brně a okolí (Blanensko, Boskovicko) zavládla po Oslavanském puči panika. Hrozilo, že by se revoluce mohla rozšířit i do města a do jiných částí republiky. Strážní služba byla svěřena nejen četníkům, ale i dobrovolníkům z organizací jako Sokol, Orel, Československá obec legionářská, jejichž příslušníci sloužili většinou neozbrojeni jako demonstrace síly a dohled nad udržením pořádku a obsadili většinou strategické úřady – pošty, radnice atd. Poté byl do Oslavan byl vyslán silný vojenský oddíl, velel mu pplk. Hynek Sponner, velitel 24. pluku.
Skladba Sponnerova oddílu 
Sponnerův oddíl byl již vyzbrojen dělostřelectvem a letadly.
- II. prapor 3. pluku, I. prapor 27. pluku a III. prapor 24. pluku
- Lehká dělostřelecká baterie 6. dělostřeleckého pluku, četa světlometů a spojovací četa II. telegrafického praporu.
- Od leteckého pluku č. 2 půjčena 3 letadla. Použita na demonstraci síly nad Brnem a přelétala i nad Oslavany.

Rozkaz zněl: „Obsaďte s touto skupinou Oslavany a zjednejte státní pořádek, když třeba násilím, v revíru rosicko-oslavanském.“
V noci z 13. na 14. prosince zakročil Sponnerův oddíl o síle asi 1 500 mužů a postupně dobýval jeden opěrný bod pučistů za druhým. 14. prosince odpoledne již byly celé Oslavany obsazeny vojskem. I přes střelbu nedošlo ke ztrátám na životech. Důležitým bodem bojů byl fakt, že se armáda nedala zastrašit palbou povstalců, boje byly většinou velmi rychlé, armáda opětovala palbu a vzbouřenci se dali na útěk.

## Závěr povstání
Během zásahu došlo pouze ke zraněním jednoho četníka a 8 zraněných na straně demonstrantů. V Oslavanech bylo vyhlášeno stanné právo. Vojsko zůstalo v místě déle než měsíc. I po potlačení povstání stále chyběly některé zbraně (128 pušek, jeden kulomet a 280 bajonetů). Vyšetřování bylo zahájeno i proti velitelům zásahu por. Zezulovi a mjr. Zázvorkovi.
Bylo zahájeno zatýkání, výslechy a domovní prohlídky zadržených radikálů nejen v Oslavanech, ale i v celém okolí. Celkem bylo na Oslavansku zatčeno 122 osob, mezi nimi 18 žen. Stanné právo bylo v Oslavanech zrušeno až 23. prosince 1920. Pučisté byli odsouzeni řádově v trestech od několika měsíců až po deset let vězení. Většina pučistů byla na svobodě již koncem roku 1921 díky amnestii prezidenta republiky,[zdroj?] ale 65 dělníků elektrárny ztratilo práci a delší dobu byli nezaměstnaní.
Stávka přivedla rozkol v sociální demokracii k vrcholu a přispěla významnou měrou ke vzniku Komunistické strany Československa (KSČ) na jaře následujícího roku. Pobočka KSČ byla krátce po událostech založena i v Oslavanech a měla zde poté velmi silnou základnu.